# Alice De Winton

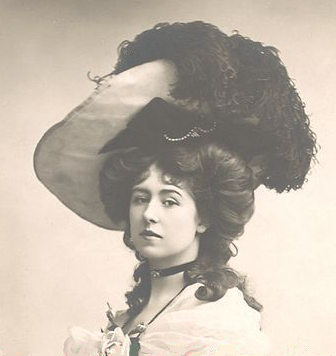
Alice De Winton, c. 1902

Alice De Winton, nasceu Catherine Wilson (25 de agosto de 1871 – 1941) foi uma atriz britânica da era do cinema mudo.

## Filmografia selecionada
- The Marriage of William Ashe (1916)
- Sally Bishop (1916)
- Lady Windermere's Fan (1916)
- The Woman of the Iron Bracelets (1920)
- The Door That Has No Key (1921)
- The Bachelor's Club (1921)